# El Pueblito (Yarumal)
El Pueblito  es un centro poblado del municipio colombiano de Yarumal (Antioquia). El centro poblado dista 30 kilómetros de la cabecera municipal, ubicado en el norte del municipio, su principal actividad económica es el cultivo de café.

## Historia y geografía
El centro poblado El Pueblito está ubicado sobre una ladera de la cordillera central, su clima es templado y está esencialmente ligado culturalmente al centro poblado El Cedro. Era uno de los pueblos inaccesibles de Yarumal y Antioquia, de su cabecera urbana solo se podía salir y arribar a lomo de mula o caminando.
La via está en uso hace muchos años,en el 2016 y bajo la administración de Julio Areiza se hizo un mantenimiento que permitió la entrada de automóviles, algo que fue novedoso ya que por las condiciones geográficas solo se podía transitar con vehículos tipo campero.
Cuenta con una capilla.

El territorio que el gobierno de Yarumal administra desde la centralidad de El Pueblito, limita al norte con las veredas administradas desde el centro poblado El Cedro, al oriente con las veredas de los centros poblados El Cedro y Cedeño, al sur con  las veredas administradas directamente por la cabecera municipal de Yarumal y al occidente con el municipio de Valdivia.